# Miele & Cie. KG

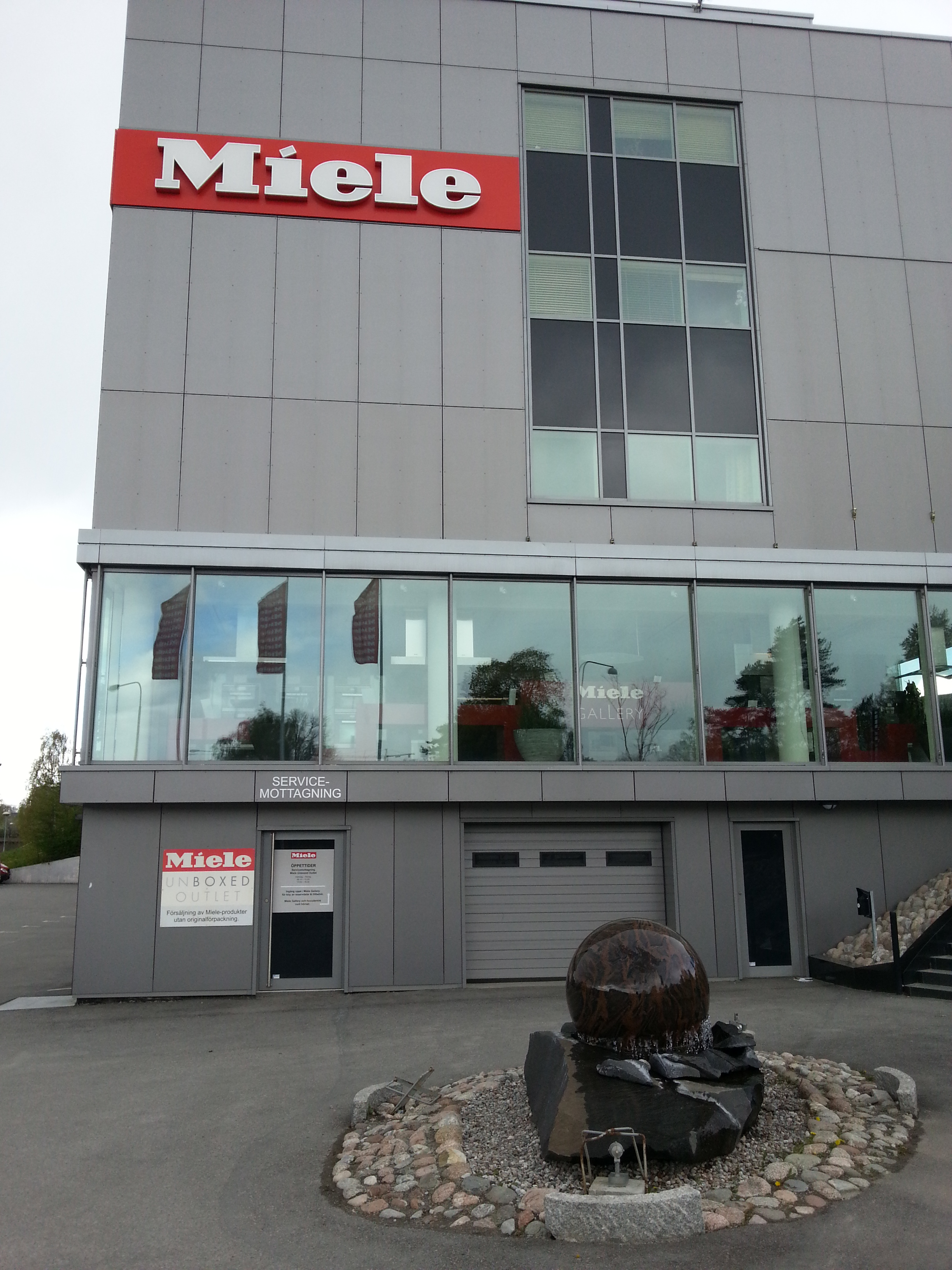
Mieles gamla svenska kontor i Solna.

Miele & Cie. KG, eller vanligen bara Miele, är en tysk tillverkare av vitvaror med säte i Gütersloh. Företagets viktigaste produkter är tvättmaskiner, torktumlare, diskmaskiner och dammsugare.

## Historia

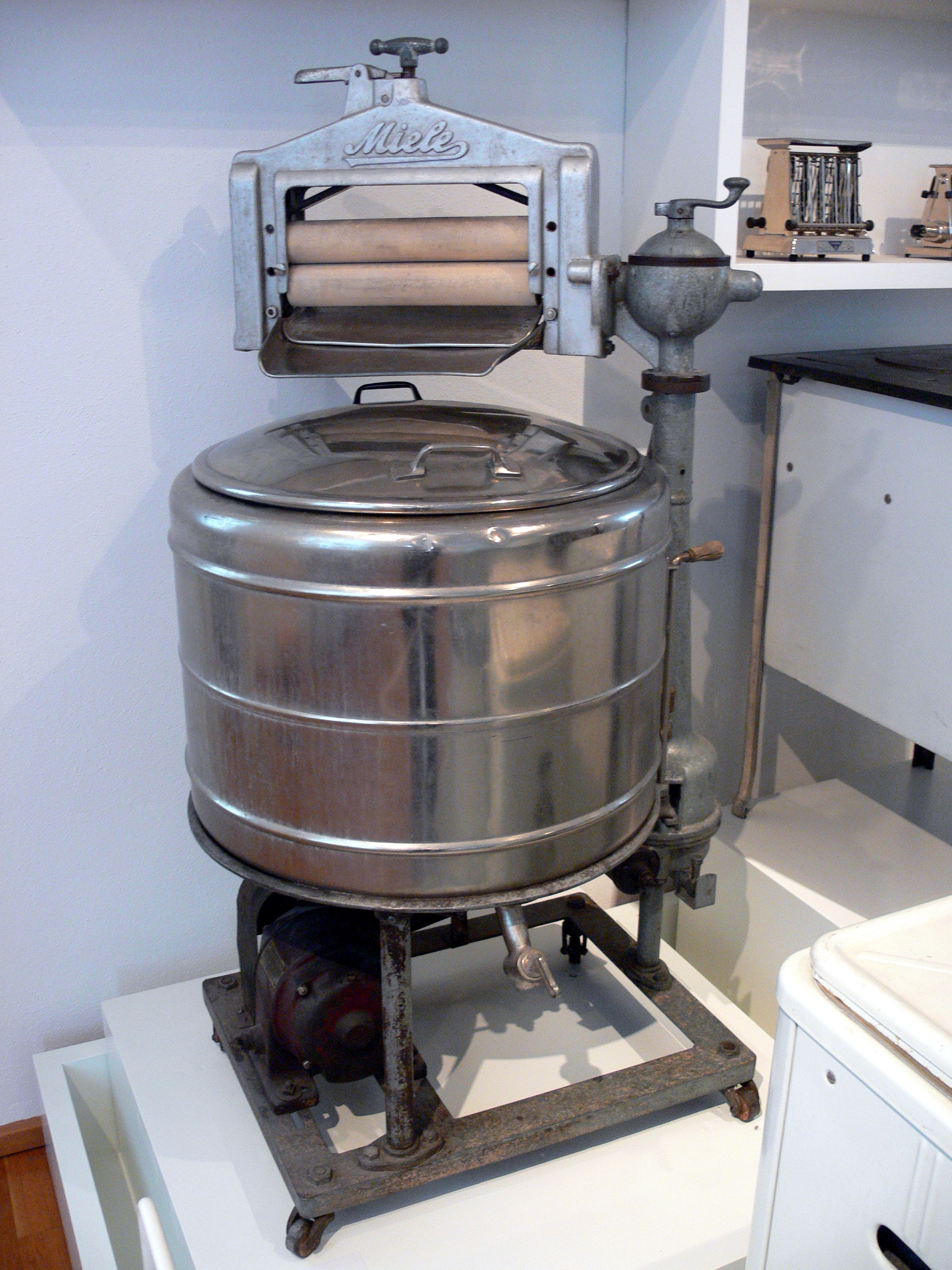
Miele tvättmaskin (1930)

Företaget grundades i Herzebrock 1899 av Carl Miele och Reinhard Zinkann, och ägs fortfarande av de båda grundarnas familjer.  Verksamheten startades i en före detta kvarn. De första produkterna var mjölkseparatorer och 1900 började bolaget tillverka smörmaskiner. Utifrån smörmaskinen utvecklade Miele bolagets första tvättmaskin samma år.
1907 flyttades verksamheten som nu omfattande 60 anställda till Gütersloh. 1911 började bolaget tillverka bilar. Bolaget utvecklades till Tysklands största tillverkare av mjölkcentrifuger, smörmaskiner, tvätt- och mangelmaskiner. 1916 startade produktion i Bielefeld. 1927 startades tillverkningen av dammsugare. 1929 var Miele först med att tillverka elektriska diskmaskiner i Europa. Bolaget tillverkade nu även motorcyklar och 1953 började bolaget tillverka och sälja mopeder men tillverkningen av dessa och motorcyklar lades ned 1960.

## Produkter
- Dammsugare
- Diskdesinfektorer
- Diskmaskiner
- Kaffemaskiner (espressomaskiner)
- Kylskåp, frysar och vinkylskåp.
- Köksfläktar
- Inbyggnadsprodukter för kök
- Industrimaskiner
- Mikrovågsugnar
- Spisar
- Strykmanglar
- Tvättmaskiner
- Torktumlare
- Ångkokare

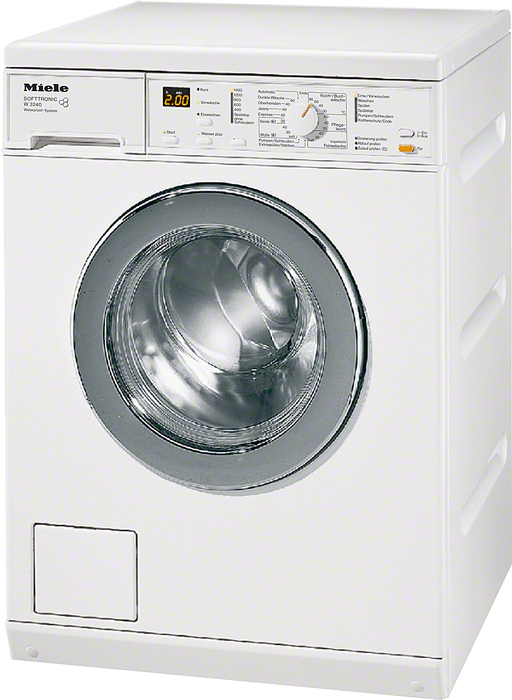
Tvättmaskin W 3240
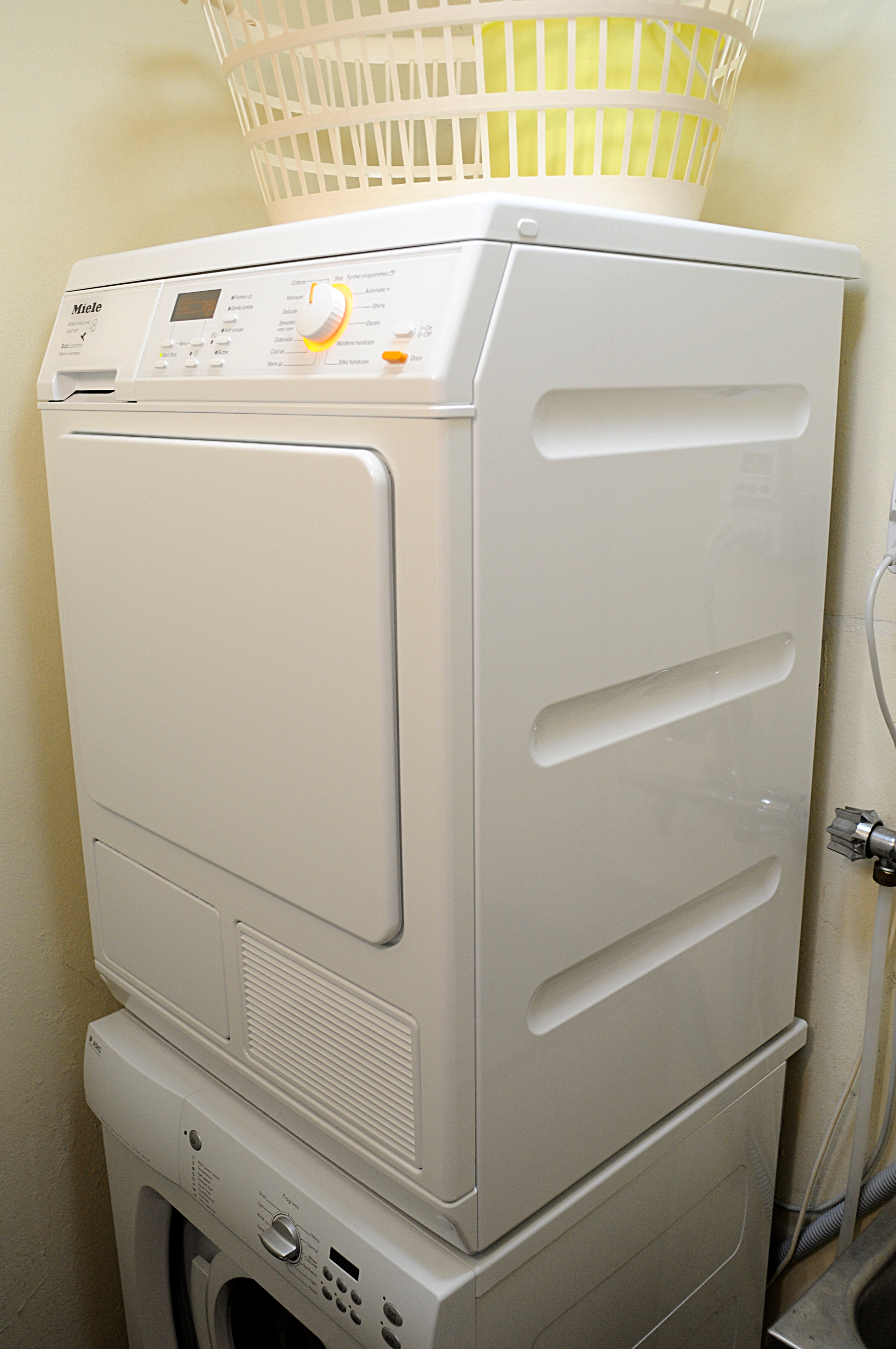
Torktumlare T8627WP
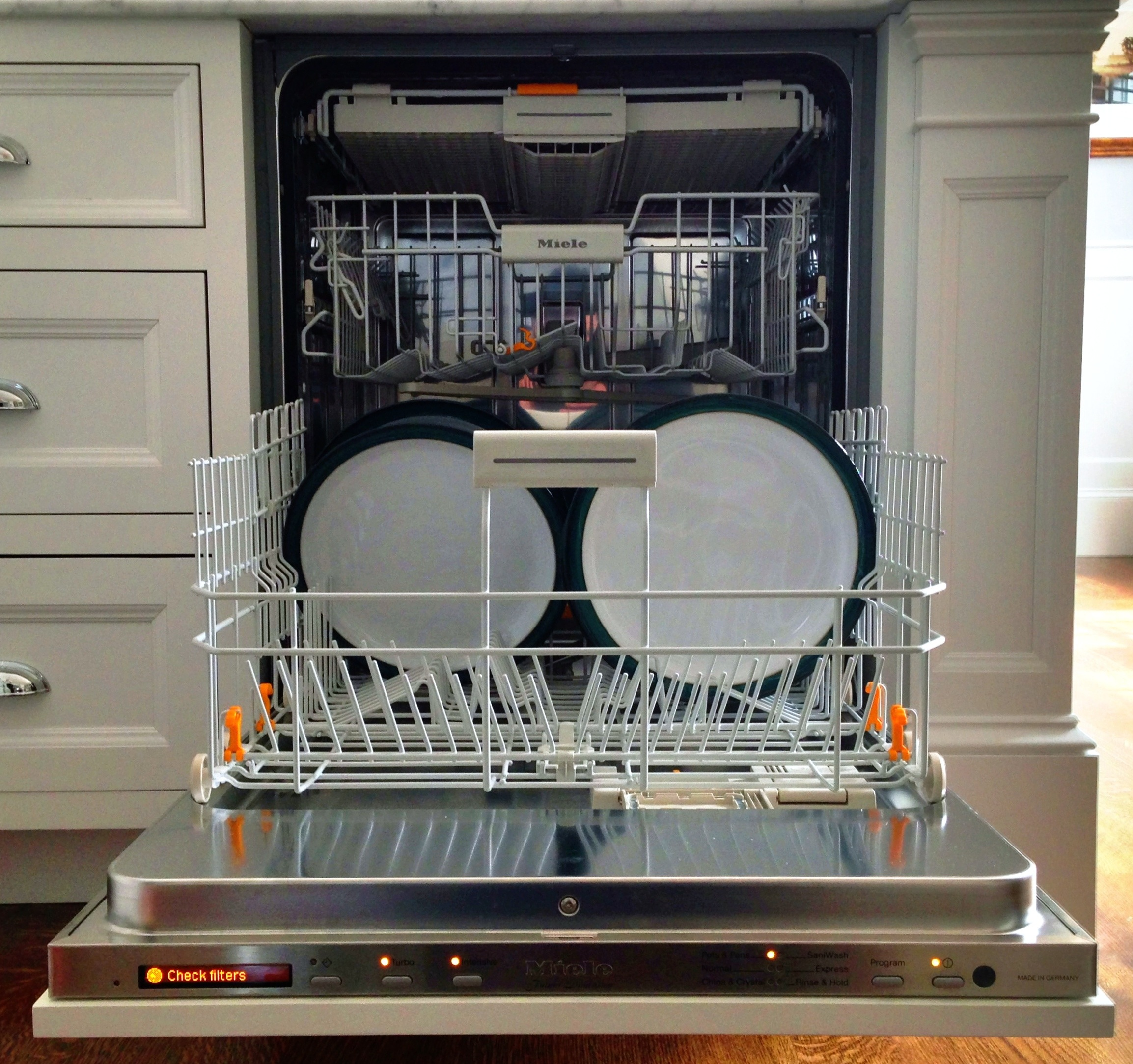
Diskmaskin

## Produktionsorter
- Gütersloh, Tyskland - tvättmaskiner och torktumlare
- Bielefeld, Tyskland - diskmaskiner, dammsugare, diskdesinfektorer och industrimaskiner
- Warendorf, Tyskland - kök och plastkomponenter
- Oelde, Tyskland - spisar, ugnar, mikrovågsugnar och ångkokare
- Euskirchen, Tyskland - elmotorer
- Lehrte, Tyskland - tvätterimaskiner och varmmanglar
- Bürmoss, Österrike - maskinkomponenter